# Jaron Lanier
Jaron Lanier (Nova York, 3 de maig de 1960) és un escriptor estatunidenc, informàtic, compositor de música clàssica, i un pioner en el camp de la realitat virtual (al qual se li atribueix la popularització del terme). Lanier i Thomas G. Zimmerman van deixar Atari el 1985 per a després fundar VPL Research, Inc., la primera companyia que va vendre ulleres i guants de realitat virtual. A finals de la dècada de 1990 Lanier va treballar en aplicacions per a Internet2, i en la dècada de 2000 va ser científic visitant en Silicon Graphics i diverses universitats. El 2006 va començar a treballar per Microsoft, i des de 2009 forma part de Microsoft Research com a científic interdisciplinari.
Lanier també ha compost música clàssica i és un col·leccionista d'instruments rars (té una col·llecció de més de mil instruments rars); el seu àlbum acústic de 1994, Instruments of Change, inclou instruments asiàtics de vent i de corda, tals com l'òrgan de boca khaen, la flauta suling, i l'esraj, un instrument similar al sitar. Lanier va dirigir un curtmetratge experimental, i va treballar en equip amb Mario Grigorov per a compondre la banda sonora del documental The Third Wave, de 2007. El 2010 Lanier va ser inclòs en Time 100, la llista de les 100 persones més influents publicada anualment per la revista Time.

## Primers anys i educació (1960-1982)
Jaron Lanier Zepel va néixer a la ciutat de Nova York però es va criar a Mesilla, Nou Mèxic. Nuevo México. Els pares de Lanier eren immigrants jueus d'Europa: la seva mare era originària de Viena i una supervivent d'un camp de concentració nazi; el seu pare havia emigrant d'Ucraïna per tal de fugit dels pogroms.
A l'edat de 9 anys, la seva mare va morir a un accident de trànsit. Durant un període perllongat de temps va viure amb el seu pare a tendes de campanya. Tot després, pare i fill van donar inici a un projecte de 7 anys consistent a construir una casa amb forma de cúpula geodèsica. Lanier va ajudar en el disseny d'aquesta casa.
Amb 13 anys, Lanier va convèncer les autoritats de la Universitat Estatal de Nou Mèxic (anglès: New Mexico State University, d'acrònim NMSU) perquè el permetessin inscriure's a la universitat. Gràcies a una beca obtinguda per la Fundació Nacional per a la Ciència va poder accedir als estudis grau superior de notació matemàtica, els quals el van conduir a aprendre programació computacional. A la NMSU va conèixer a Marvin Minsky i Clyde Tombaugh.
Del 1979 al 1980, el seu projecte finançat per la Fundació Nacional per a la Ciència a la NMSU es va centrar en "simulacions gràfiques digitals per a facilitar l'aprenentatge". Durant aquell temps, Lanier també va assistir a una escola d'art a Manhattan, tot i que va deixar aquests estudis aviat.

## Atari, VPL Research (1983-1990)
A Califòrnia, Lanier va treballar per a Atari Inc. i allà va conèixer Thomas Zimmerman, inventor del guant de dades. Amb la divisió d'Atari el 1984, Lanier va quedar sense feina. El temps lliure el va permetre concentrar-se en els seus propis projectes, entre els quals es troba VPL, un llenguatge de programació definit com a "post-simbòlic". El 1984, junt amb Zimmerman, Lanier va fundar VPL Research i va dedicar-se a la comercialització de tecnologies de Realitat Virtual. VPL Research va prosperar fins al 1990, any en què va patir una fallida. El 1999, Sun Microsystems va comprar a VPL les patents de realitat virtual i les relacionades amb els gràfics.

## Internet2, científic "visitant" (1997–2001)
Del 1997 al 2001, Lanier va ser el cap científic d'Advanced Network and Services, la qual contenia l'Oficina d'Enginyeria d'Internet2. Allà va exercir el càrrec de científic principal per a la Iniciativa Nacional de Tele-immersió, una coalició d'universitats de recerca que investiguen aplicacions avançades per a Internet2. La Iniciativa va demostrar els primers prototips de tele-immersió l'any 2000, després d'un període de desenvolupament de tres anys.
En aquest període (1997-2001) va exercir també altres rols. Va ser un investigador visitant al Departament de Ciències de la Computació a la Universitat de Colúmbia; un artista visitant del Programa de Telecomunicacions Interactives de la Universitat de Nova York; i un membre fundador de l'Institut Internacional per a l'Evolució i el Cervell
Del 2001 al 2004, va ser un científic visitant a Sillicon Graphics Inc, on va desenvolupar solucions a problemes relacionats amb la telepresència i la tele-immersió.

## Obra

### "One-Half of a Manifesto" (2000)
A "One-Half of a Manifesto", Lanier critica les afirmacions de diferents obres, com ara Gödel, Escher, Bach de Douglas Hofstadter o L'era de les màquines espirituals de Ray Kurzweil. Lanier crítica diferents opinions i presenta la seva perspectiva d'oposició a un dogma que, segons ell, pot rebre el nom de "totalisme cibernètic". Lanier especifica que l'ús del terme "cibernètic" és inspirat en Norbert Wiener, el qual l'emprava amb un enfocament no exclusivament emparentat amb els ordinadors. Lanier reflexiona sobre les aportacions de Wiener en relació al "totalisme cibernètic": és el Cyber-Armaggedon, un cataclisme provocat quan els ordinadors esdevenen mestres ultra intel·ligents de la matèria i la vida".
Lanier expressa que els humans poden no ser considerats com a ordinadors biològics. En altres paraules, creu que no es correcta o possible la comparació amb els ordinadors digitals. Creu que és molt poc probable que els humans puguin ser substituïts per ordinadors fàcilment en unes quantes dècades, fins i tot en l'àmbit econòmic. Es fonamenta en què, malgrat l'augment de transistors predit per la Llei de Moore, l'augment del rendiment general és molt lent. Explica que la implementació de transistors i la inflació de programari no poden fer front a la productivitat humana degut a la seva tendència als errors. Tal com diu: "Senzillament, el programari simplement no ho permetrà. El codi no pot seguir el ritme de la potència de processament, ni ara ni mai".
Finalment, adverteix que el problema més gran en qualsevol teoria (sobretot en ideologies) no és la seva falsedat, sinó "la seva pretensió de ser l'únic i totalment complet per a entendre la vida i la realitat. La impressió de necessirat subjectiva paralitza la capacitat dels humans per a sortir del paradigma o per a lluitar contra ell. Aquest fet provoca

### La Viquipèdia i l'omnisciència de la saviesa de la multitud (2006)
En el seu assaig "Digital Maoism: The Hazards of the New Online Collectivism", Lanier va criticar un concepte un concepte al qual designa com "la saviesa de la multitud" i a la qual relaciona amb "el maoisme digital". Escriu: "Si comencem a creure que Internet és una entitat que té alguna cosa a dir per si mateixa, estem devaluant a aquella persona [que crea el contingut] i ens estem convertint a nosaltres mateixos en idiotes".
La seva crítica rebutja diferents aspectes de la Viquipèdia. Algunes de les seves reflexions són:
- Qualsevol intent de crear un "embut autoritari" que canalitzi el coneixement que arriba a la societat és incorrecte, independentment de si és a la Viquipèdia o a qualsevol sistema algorítmic productor de meta-informació.

- La Viquipèdia crea un fals sentit de l'autoria que correspon a la informació.
- L'estil d'escriptura de la Viquipèdia és estèril i indesitjable perquè destrueix la connexió amb el veritable autor de la font primària i filtra subtilment les opinions de l'autor que el cita, de manera que pot alterar la informació que l'autor real considera essencial. Un dels exemples que aporta és la manca de fonts gràfiques aportades en les fonts primàries.
- L'autoria col·lectiva tendeix a produir opinions esbiaixades segons les creences principals o organitzatives.
- L'autoria col·lectiva podria ser manipulada sense explicitar-se per part de grups anònims d'editors sense cap responsabilitat visible o palpable.
- El tipus d'activitat a la Viquipèdia podria crear un futur de sistemes totalitaris tenint en compte que es basen en col·lectius "maleducats" que oprimeixen els individus.

Lanier amplia també la qüestió de la Viquipèdia a la seva entrevista a The Philosopher's Zone de Radio National. Concretament critica l'efecte desnaturalitzat que "elimina el rastre de la gent" (en referència a l'autor).

A un article anomenat "Beware the Online Collective" escriu:
Em pregunto si algun aspecte de la naturalesa humana va evolucionar en un sentit de bandades competidores. Potser estem genèticament programats per a ser susceptibles a l'atracció per les masses. Què podria impedir que una massa de gent anònima i alhora connectada esdevingués, de sobte, una mala munió, tal com ha succeït una vegada i una altra a la història de tota cultura humana? És increïble que els detalls en el disseny del software en línia pugui exposar aquesta mena de variacions potencials en el comportament humà. És moment de pensar en aquest poder des d'una base moral.
Lanier defensa que la recerca d'informació més profunda a qualsevol àmbit, tard o d'hora, requereix trobar informació que ha estat produïda per una sola persona o un grup reduït d'individus dedicats: "Has de tenir l'oportunitat de sentir la personalitat (de l'autor) perquè el llenguatge adquireixi un significat ple". Troba limitacions en la utilitat d'una enciclopèdia produïda per terceres persones que només interessen com a vehicle de comunicació. ehicle de comunicació.

### "You Are Not a Gadget"(2010)
A "You Are Not a Gadget", Lanier critica "la ment d'abellar de la Web 2.0". El designa com "la saviesa de la multitud" i el relaciona amb una expropiació intel·lectual de l'individu, el coneixement esdevé un codi obert i de continguts oberts. En paraules de Lanier, la ment d'abellar de la Web 2.0 segueix una mena de "maoisme digital". Així doncs, atribueix a la Web 2.0 la devaluació del progrés i la innovació, així com li atribueix també la l'exaltació de la col·lectivitat front l'individu. Per a exemplificar aquesta pràctica, menciona la Viquipèdia i Linux com a components del problema. Pel que fa a Viquipèdia, critica la seva fonamentació en autors anònims, la feblesa dels seus continguts no-científics i el seu assetjament als experts.
Lanier també troba que hi ha limitacions amb relació a la creació i modificació de contingut obert: tenen mancances a l'hora de crear quelcom veritablement nou i innovador. Critica la limitació que suposa, ja que no convida a explotar "el potencial de llocs web innovadors com ara Thinkquest" i dificulta la comunicació a un públic més ampli d'idees com podrien ser les matemàtiques. També argumenta que la idea de tenir contingut obert impossibilitza a les classes mitjanes l'oportunitat el fet de finançar la creació del contingut. D'aquesta manera, es crea el que ell anomena "els senyors dels núvols", un grup conformat per la gent que "més aviat a causa de la sort que a causa de la veritable innovació, es presenten com a concentradors de contingut en moments i ubicacions estratègiques del núvol".

### "Who wns the Future?" (2013)
A "Who Owns the Future", Lanier fa esment que la classe mitja queda cada cop més al marge de les economies en línia. Lanier valora que convèncer els usuaris a donar informació valuosa sobre ells a canvi de serveis gratuïts, permet a les empreses acumular grans quantitats de dades virtualment i sense costos. Defineix les empreses que fan aquesta pràctica com a "Servidors Sirena", apel·lant a les sirenes d'Ulisses. En lloc de pagar cada contribució individual a la "piscina de dades", els Servidors Sirena concentren la riquesa en les mans d'uns pocs, els quals controlen els centres de dades.
Puntualitza, per exemple, que el sistema algorítmic de traducció de Google reuneix les traduccions prèvies que han publicat els usuaris a la web per a obtenir la millor traducció. L'equip que hi ha rere aquestes traduccions prèvies no obtenen cap mena de retribució pel seu treball i, mentrestant, Google treu benefici de la seva reputació com a Servidor Sirena poderós. Un altre exemple és la caiguda de Kodak. Explica com el 1988 era una empresa líder en la indústria d'imatge digital i mantenia 140.000 treballadors fins que, el 2012, amb l'arribada de plataformes que permeten compartir fotos de manera gratuïta com ara Instagram, va patir una crisi.
Lanier proposa, com a solució, una estructura alternativa a la web que es basi en el Projecte Xanadú de Ted Nelson. Troba que seria adient un sistema d'enllaços bidireccionals que apuntin a qualsevol font d'informació, de mode que es creï una economia de micropagaments que compensin la gent que publica el seu contingut en línia.

### "Dawn of the New Everything: Encounters with Reality and Virtual Reality" (2017)
En aquest llibre, Lanier fa èmfasi en la seva infantesa al Nou Mèxic dels anys seixanta. Parla de la seva relació amb a tecnologia des de petit i de la seva trajectòria fins a arribar a Sillicon Valley.
Barreja reflexions i memòries personals sobre la Realitat Virtual: fa un recorregut sobre la seva versatilitat en el seu context històric i projecta les seves funcions orientades al futur. Parla de la capacitat de la Realitat Virtual per a captivar i inspirar molt més que qualsevol altre tipus de tecnologia: "La televisió i els videojocs condueixen la gent a un tràngol zombie, mentre que la Realitat Virtual és activa i cansa passada una estona". Escriu que els equips de Realitat Virtual més antics i deficients podrien haver fet un treball molt millor a l'hora d'exposar el mateix procés de percepció, ja que "el millor gaudi de la Realitat Virtual implica no estar del tot convençut. És com quan vas a un espectacle de màgia".
Destaca com la Realitat Virtual ajuda intrínsicament l'usuari a centrar-se en la realitat més que en el món virtual. Justifica que la millor màgia de la Realitat Virtual es produeix en els millors moments, els quals succeeixen tot després del final de les versions demo.
Finalment, Lanier vol manifestar que la Realitat Virtual va més enllà d'oferir experiències emparentades amb el món dels videojocs. Permet: tractar l'estrès post-traumàtic de veterans de guerra, simular la realització cirurgies complicades, simular la sensació de vol a persones paraplègiques... Al llarg del llibre es troben les diferents definicions del terme i, en cadascuna, il·lustra usos, oportunitats i inconvenients.

### "Ten Arguments for Deleting Your Social Media Accounts Right Now" (2018)
Lanier exposa en aquest llibre els efectes negatius que les xarxes socials poden tenir en els seus usuaris (canvis en el comportament, dependència, desdibuixar els límits entre la persona i la plataforma…). Moltes de les seves crítiques es basen en el context americà, tenint en compte la seva cultura i política. En essència es centra en la crítica cap a Facebook i Twitter i focalitza en la seva tendència a crear usuaris menys empàtics, menys espirituals i, en conseqüència, més trivials. En base a això, convida a esborrar-les per a millorar la qualitat de vida i no esdevenir una extensió de cap xarxa social.